# 洪德 (陳開)
洪德（1855年八月二十日—1864年四月十五日）为中国清朝时期大成国陈开、黄鼎凤的年号，前后共10年。

## 改元
- 洪德元年（1855年）——八月二十日，陳開建大成國，以太平天國乙榮五年為大成洪德元年。[2]
- 洪德七年（1861年）——七月十日，陳開在大灘被俘殺，餘部皆由黃鼎鳳指揮。[2]
- 洪德十年（1864年）——四月十五日，黃鼎鳳投降清軍。[2]

## 公元纪年对照
| 洪德 | 元年   | 二年   | 三年   | 四年   | 五年   | 六年   | 七年   | 八年   | 九年   | 十年   |
| ---- | ------ | ------ | ------ | ------ | ------ | ------ | ------ | ------ | ------ | ------ |
| 公元 | 1855年 | 1856年 | 1857年 | 1858年 | 1859年 | 1860年 | 1861年 | 1862年 | 1863年 | 1864年 |
| 干支 | 乙卯   | 丙辰   | 丁巳   | 戊午   | 己未   | 庚申   | 辛酉   | 壬戌   | 癸亥   | 甲子   |

## 同期存在的其他政权年号
- 中國
  - 咸丰（1851年－1861年）：清朝—咸丰帝奕詝之年号
  - 同治（1862年－1874年）：清朝—同治帝載淳之年号
  - 太平天国（1851年－1864年）：太平天国—洪秀全、洪天贵福之年号
  - 顺天（1859年－1862年）：清朝时期—李永和之年号
  - 江漢（1859年－1864年）：清朝時期—朱明月尊奉之年號
  - 嗣统（1864年－1868年）：清朝时期—朱明月之年号
  - 天纵（1860年－1863年）：清朝时期—宋继鹏之年号
- 越南
  - 嗣德（1848年－1883年）：阮朝—阮翼宗阮福时之年号
- 日本
  - 安政（1854年－1860年）：孝明天皇之年號
  - 万延（1860年－1861年）：孝明天皇之年號
  - 文久（1861年－1864年）：孝明天皇之年號
  - 元治（1864年－1865年）：孝明天皇之年號

## 參看
- 中國年號索引
- 其他时期使用的洪德年号

## 深入閱讀
- 李崇智. . 北京: 中華書局. 2004年12月. ISBN 7101025129.
- 鄧洪波. . 臺北: 國立臺灣大學東亞經典與文化研究計劃. 2005年3月  [2021-11-29]. ISBN 9789860005189. （原始内容 (pdf)存档于2007-08-25）.